# Malteserkirche (Wien)

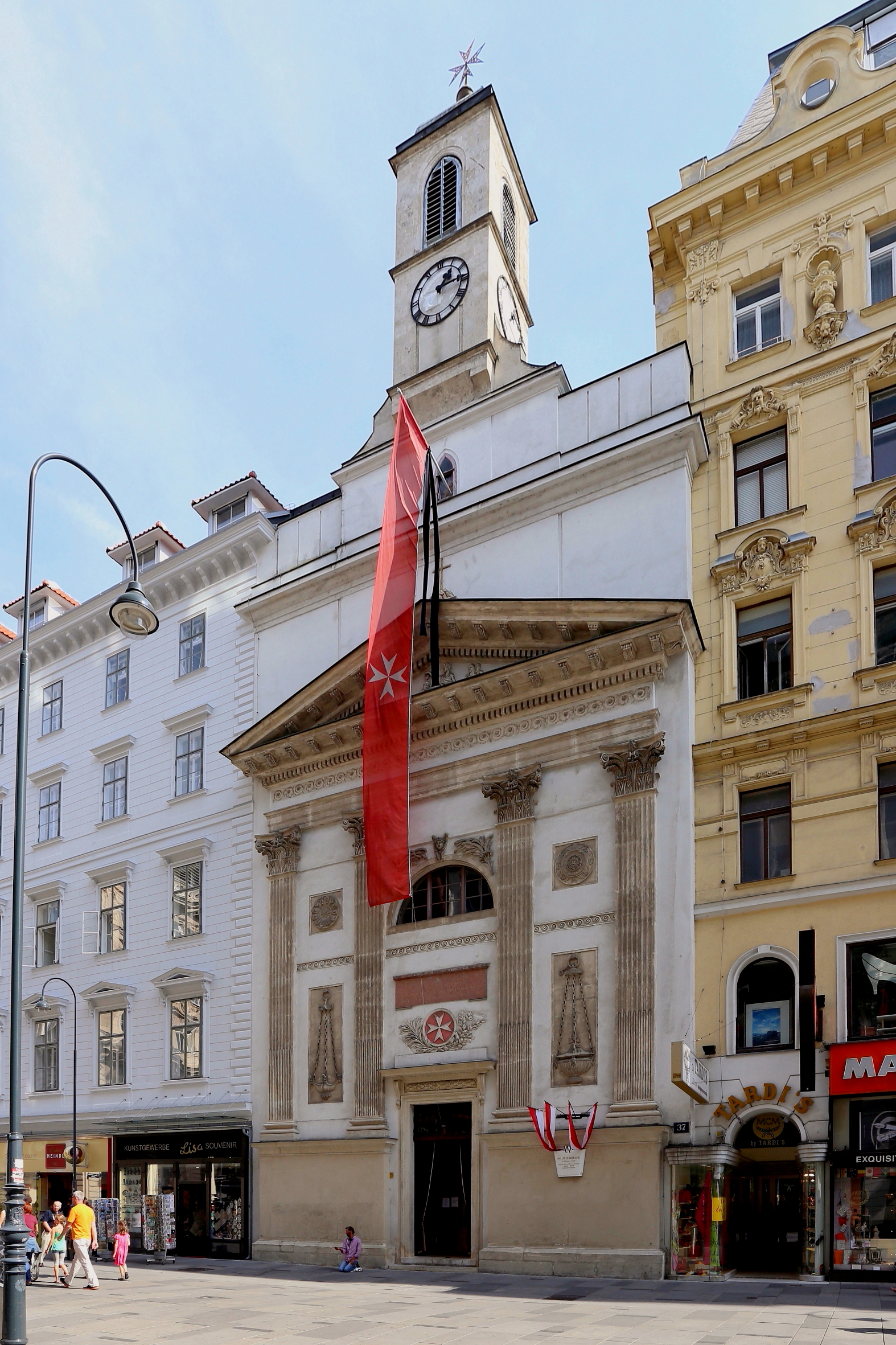
Hauptfront der Malteserkirche

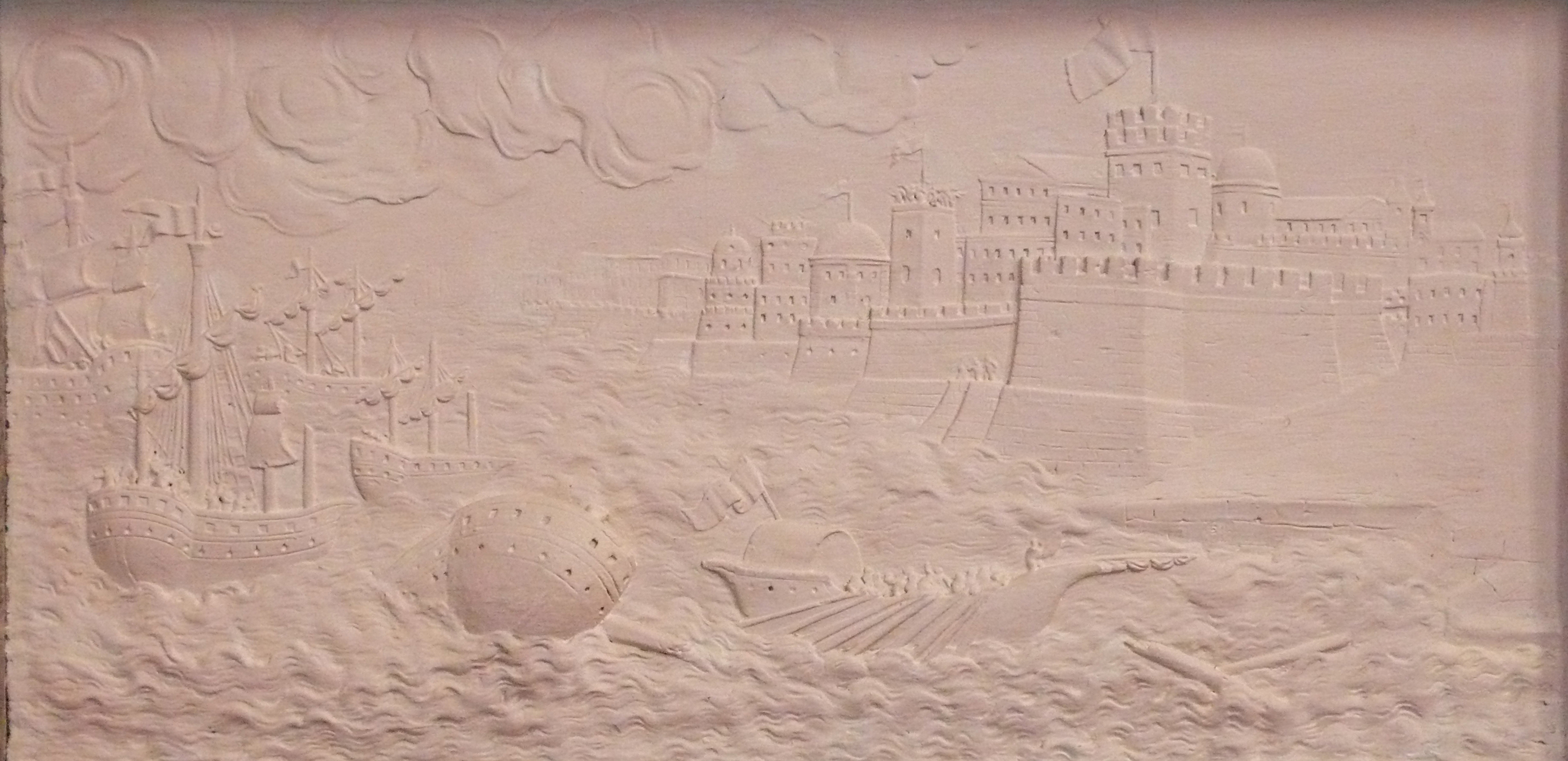
Relief mit osmanischer Belagerung von Malta 1565 auf dem Denkmal für den Großmeister Jean Parisot de la Valette

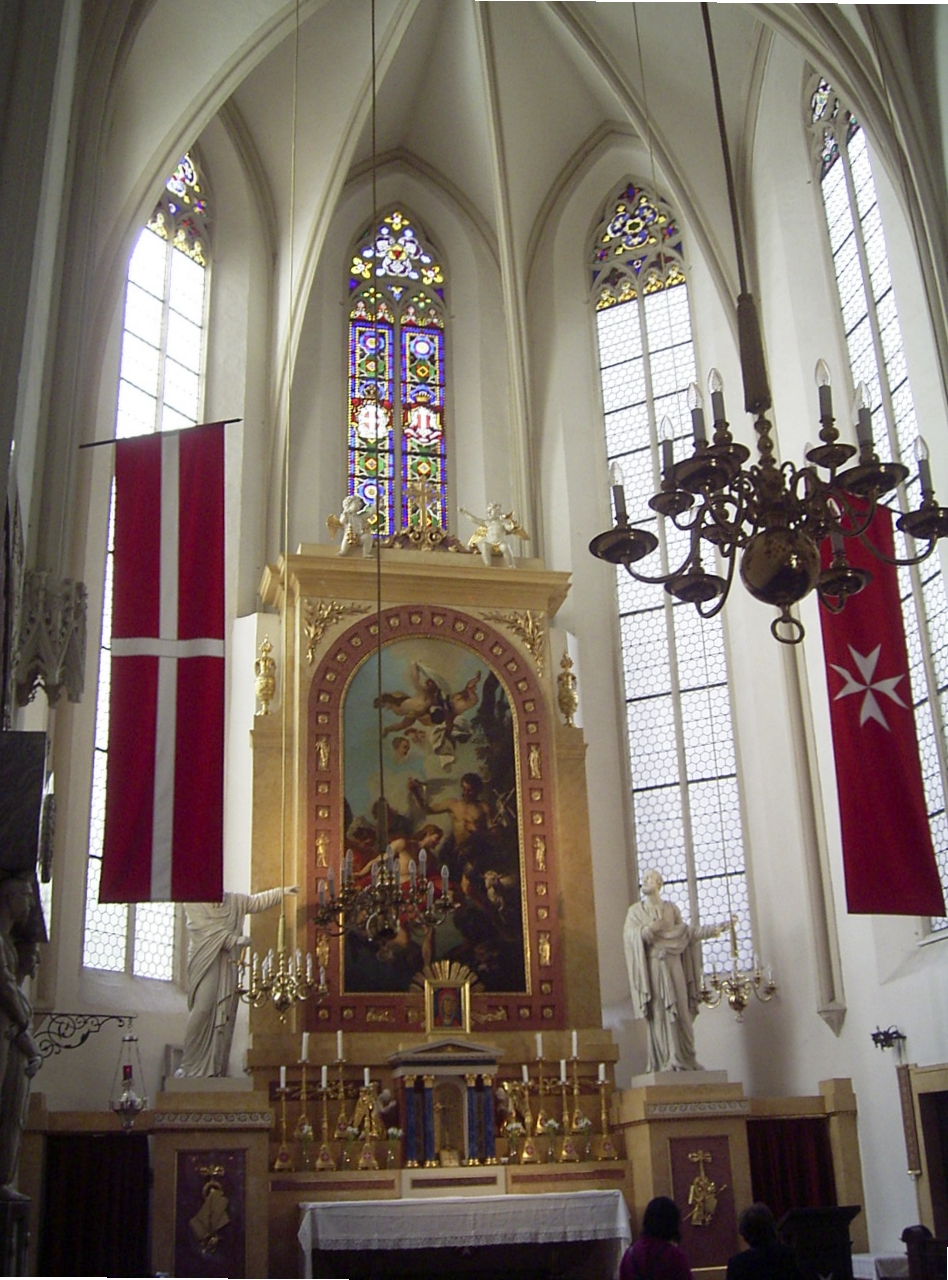
Altarraum der Malteserkirche

Die Malteserkirche (Kirche des heiligen Johannes des Täufers, gelegentlich auch Johanniterkirche) ist eine dem heiligen Johannes dem Täufer geweihte gotische römisch-katholische Kirche des Malteserordens in der Kärntner Straße im 1. Wiener Gemeindebezirk Innere Stadt.

## Geschichte und Architektur
Erstmals urkundlich erwähnt wurde der Grund der heutigen Malteserkirche 1217 bereits vor dem Kirchenbau als Platz des „Haus der Prueder des Ordens von Sand Johannis“, das sich als Kommende der Seelsorge, Betreuung der Armen und Unterstützung von Kreuzzüglern widmete. Wahrscheinlich zwischen 1205 und 1217 ließen sich die Johanniter in der damaligen St.-Johannes-Straße (heute Kärntner Straße 35/Johannesgasse 2) nieder. Der vierte Kreuzzug war 1204 beendet worden. Wien lag an der für Kreuzzüge wichtigen Straße, welche entlang der Donau den Westen mit dem Osten verband. Die Kärntner Straße war weniger eine Kreuzfahrer- als eine wichtige Handelsroute.
Nach der Wiener Feuersbrunst von 1258, die weite Teile der mittelalterlichen Stadt zerstörte, baute der Orden um 1265 eine dem Hl. Johannes dem Täufer geweihte Kapelle.
Mitte des 15. Jahrhunderts (1446) wurde dann der heutige Kirchenbau errichtet. Im 17. Jahrhundert war die Kirche mehrfach Predigtstätte von Abraham a Santa Clara. Im Barock wurde die Kirche dem Zeitgeschmack entsprechend umgebaut, erhielt während der Renovierung von 1806 bis 1808 eine Empire-Fassade mit korinthischen Pilastern, Tympanon, Attika und einem kleinen, seit ca. 2007 wieder glockentragenden Turm. Oberhalb des Haupteinganges befindet sich die Bauinschrift: „Aedes vetustate squalens / sacra Joanni Baptistae / ordinis hierosoly mitanae coelesti patrono / erecta et ornata Anno MDCCCVIII“.
1839 wurde der Johanneshof in Höhe Kärntner Straße 35 / Johannesgasse 2 als Kommendenhaus errichtet, 1893 erbaute der Orden ein zweites Haus in Höhe Kärntner Straße 37, das auf mehreren Ebenen Zugänge zur Kirche aufwies. Beide Gebäude umschließen jeweils seitlich die Kirche mit Ausnahme ihres Daches und ihres Chores; dabei wird die Kirchenfassade in die Fassaden der beiden Häuser gleichsam integriert. 1857 wurde die Kirche teilweise mit Buntglasfenstern ausgestattet.
1933 geriet der Orden noch als Folge der finanziellen Belastungen aus dem Ersten Weltkrieg in eine finanzielle Krise und musste die Kirche, den Johanneshof und das Haus Kärntner Straße 37 verkaufen, durfte die unter Denkmalschutz stehende Kirche jedoch weiter unentgeltlich benutzen. 1960 konnte die Kirche dann wieder zurückgekauft werden.
In den Jahren 1968, 1972 sowie von 1983 bis 1984 wurde die Kirche in mehreren Schritten restauriert. Im Jahre 1998 erfolgte eine Generalsanierung.
Das Gemälde des 1806/1808 empirisierten Hochaltars wurde 1730 von Johann Georg Schmidt gemalt und stellt die Taufe Jesu durch Johannes den Täufer dar. Kunst- und ordensgeschichtlich sind ferner interessant: der gotische Schlussstein im Kreuzgewölbe (ein Löwe, der seine Jungen anbrüllt, sinnbildlich für Jesus, der seine Gemeinde erweckt), das klassizistische Denkmalrelief für den Großmeister Jean 'Parisot’ de La Valette, die zwei Holzstatuen der Apostel Peter (mit Schlüssel) und Paul (mit Schwert; beide aus der Empirezeit), die barocke Kopie der Marienikone „Unsere Liebe Frau von Philermos“ (über dem Tabernakel), die zwei Holzstatuen der Heiligen Antonius und Thaddäus (jeweils rechts bzw. links unter der Orgelempore), die empiristische Kanzel, über 40 Wappenschilde einzelner Ordensmitglieder. Das Innere der Kirche ist schlicht und schnörkellos.

## Orgel

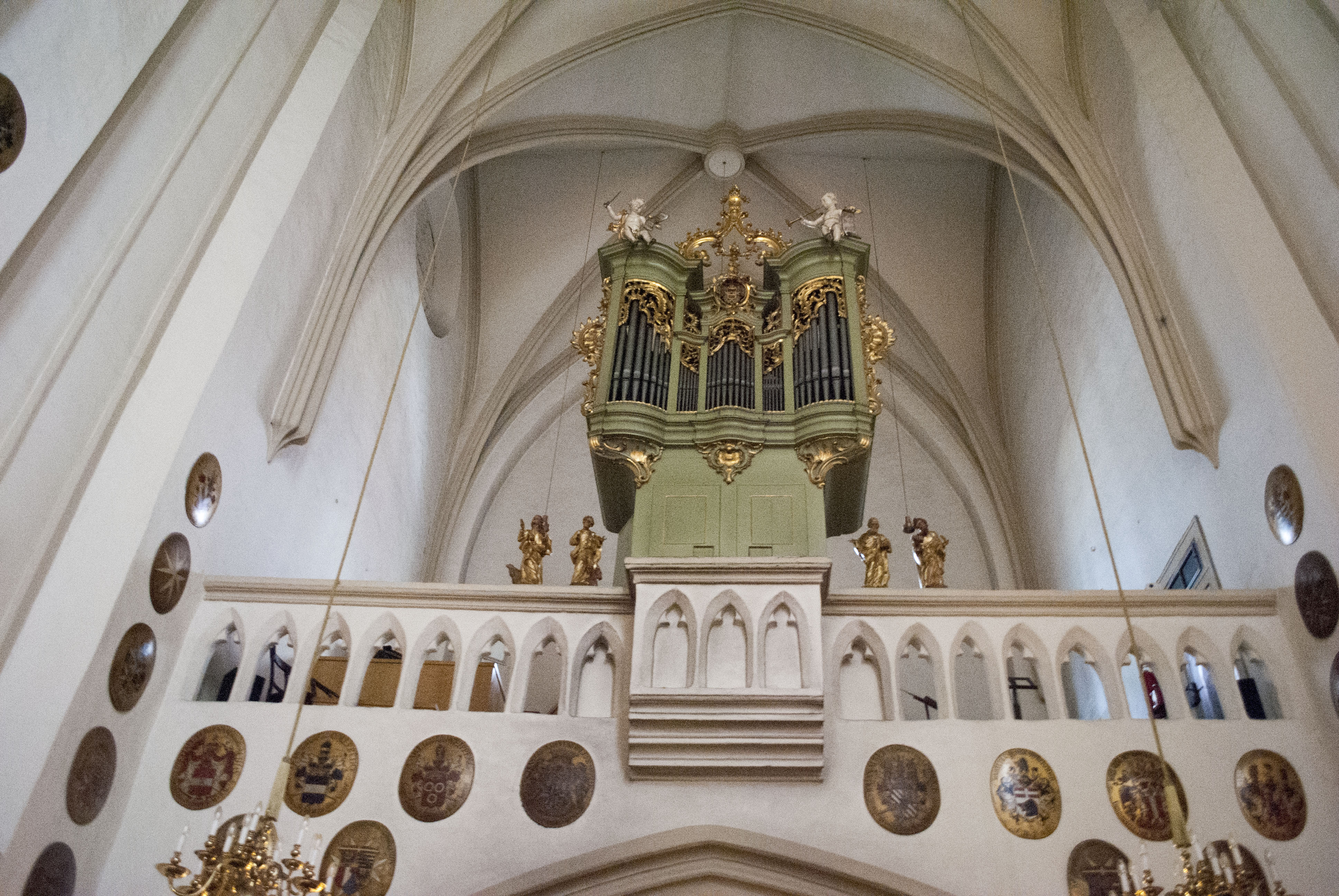
Blick auf den historischen Orgelprospekt

Um 1750 erhielt die Kirche von einem unbekannten Orgelbaumeister eine einmanualige Brüstungsorgel mit acht Registern im Haupt- und Pedalwerk (I/P/8). Die Orgel wurde 1950 von der Orgelbaufirma Pirchner aus Steinach am Brenner in Tirol, Österreich, unter Verwendung historischen Gehäuse- und Pfeifenmaterials neu gebaut. Das Schleifladen-Instrument hat 16 Register auf zwei Manualwerken (Haupt- und Brustwerk) und Pedal. Die Spiel- und Registertrakturen sind mechanisch. 1998 wurde die Orgel im Zuge einer Generalrestaurierung des Kirchenraumes neu überfasst. Diese noch heute vorhandene Farbgebung orientiert sich am Original. Zwischenzeitlich war die Orgel maserierend braun gefasst, wie dies an den Labien der Suppass-Pfeifen noch erkennbar ist.
2015 betraute man Orgelbau Wolfgang Karner mit der Rückführung und Restaurierung des Instrumentes. Grundlage für diese Entscheidung waren der sehr schlechte Gesamtzustand des Instrumentes sowie die Aussichtslosigkeit, durch kleinere Reparaturen und Reinigungen eine nachhaltige Verbesserung dieser Situation herbeiführen zu können, da die technische Anlage kompliziert, äußerst beengt und daher unzugängig geblieben wäre. Eine genaue Befundung des Bestandes im Vorfeld der Restaurierung ergab einen unerwartet hohen Anteil an original erhaltenen Pfeifen. Von den insgesamt 339 erforderlichen Pfeifen fehlten nur die 35 Prospektpfeifen sowie 24 kleinere Innenpfeifen aus Metall. 280 originale Sonnholz-Pfeifen (das entspricht fast 83 %) waren also noch vorhanden. Darüber hinaus waren noch die Manualwindlade, das Manualwellenbrett, Teile der Ton- und Registertraktur, Teile des Windkanals, der Balg aus dem frühen 19. Jahrhundert und natürlich das Orgelgehäuse (mit Ausnahme einiger Teile des Unterkastens) original erhalten. Die Registerbezeichnungen orientieren sich an der Nomenklatur im original erhaltenen Kontrakt der Sonnholz-Orgel zu Melk.
| I Hauptwerk C–g3 |            |       |         |
| 1.               | Gedeckt    | 8′    | (h)     |
| 2.               | Prinzipal  | 4′    | (h)     |
| 3.               | Rohrflöte  | 4′    |         |
| 4.               | Quint      | 2 ⁄3′ |         |
| 5.               | Nachthorn  | 2′    |         |
| 6.               | Mixtur III | 2′    | (tw. h) |

| II Oberwerk C–g3 |            |       |     |
| 7.               | Rohrflöte  | 8′    |     |
| 8.               | Salizional | 8′    |     |
| 9.               | Flöte      | 4′    | (h) |
| 10.              | Superoktav | 2′    | (h) |
| 11.              | Larigot    | 1 ⁄3′ |     |
| 12.              | Cimbel     | 1′    |     |

| Pedalwerk C–f1 |           |     |         |
| 13.            | Subbass   | 16′ | (tw. h) |
| 14.            | Oktavbass | 8′  | (tw. h) |
| 15.            | Gemshorn  | 4′  |         |
| 16.            | Fagott    | 8′  |         |

- Koppeln: II/I, I/P, II/P
- Anmerkungen:

(h) = historisches Pfeifenmaterial
(tw. h) = teilweise historisches Pfeifenmaterial